# Чжу Іцзунь
Чжу Іцзунь (*朱彝尊, 1629 —1709) — китайський поет та письменник часів династії Цін. Складав вірші у жанрах ци та ши.

## Життєпис
Походив з аристократичної родини, родичів поваленої династії Мін. Народився у 1629 році у місті Цзясін (провінція Чжецзян). У 1647 році поступив до імператорської академії у Пекіні. У 1653 році разом з родиною переїздить до Уцзяня (сучасний міський округ Сучжоу, провінція Цзянсу).
Здобув класичну освіту. Замолоду захоплювався складання віршів та есе, згодом став прихильником науково-дослідницької епіграфіки. Із своїми дослідження мандрував провінціями Шаньсі, Хебей, Шаньдун. У часи правління імператора Кансі переважно займався літературною діяльністю. Помер у 1709 році.

## Творчість
З його доробку відомо про 3 збірок есе та розвідок, присвячених історії китайської літератури, особливо за часів династій Сун та Мін.
Складав вірші у жанрах ши та ци. Проявив себе як майстер в останньому жанрі. Став засновником поетичної школи Чжесі ци-пай, послідовники якої дотримувалися творчих принципів Цзян Куя і Чжан Яня, створювали святкові твори. Загалом у доробку є 5 збірок віршів.